# Hemvärnet i Indien

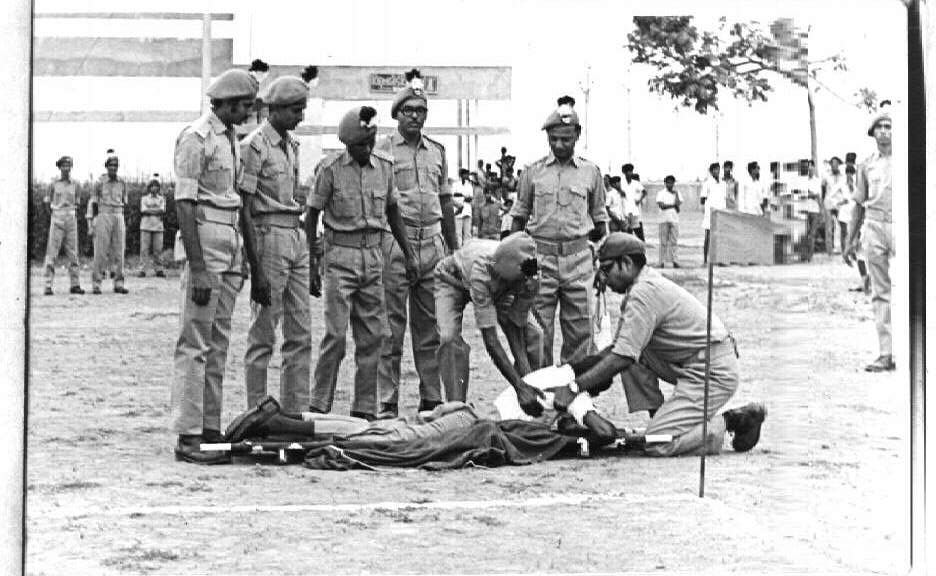
Indiska hemvärnssoldater demonstrerar sjukvårdstjänst vid en förevisning 1964

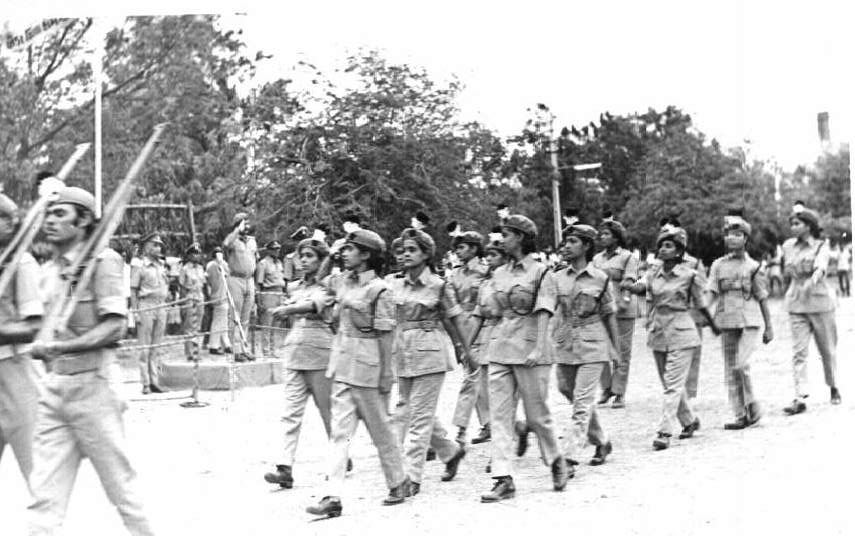
Kvinnliga hemvärnssoldater vid en förbimarsch 1964

Hemvärnet i Indien - Home Guards Organization är en frivillig styrka som först uppsattes i Indien 1946, som hjälp för polisen vid kravaller och etniska konflikter. Efterhand bildade allt fler delstater frivilligstyrkor. Efter det sino-indiska kriget 1962 begärde centralregeringen att alla delstater och unionsterritorier skulle samordna sina frivilligstyrkor till en enhetlig hemvärnsorganisation.

## Uppdrag
Det indiska hemvärnet är underställda delstatspolisen och har följande uppgifter:
- Polisreserv för upprätthållande av allmän ordning och säkerhet
- Katastrofinsatser
- Beredskapsstyrka för militära och icke-militär nödlägen
- Teknisk beredskap för transporter, fältarbeten, brandförsvar, sjukvård, energiförsörjning, vattenförsörjning och teleförbindelser.
- Gränshemvärnet (Border Wing) med 18 bataljoner biträder Indiens gränstrupper.
- Marinhemvärnet biträder Indiens kustbevakning.
- Brandhemvärnet (Fire Wing) biträder brandväsendet.

Gränshemvärnet har, utöver hemvärnets grundläggande uppdrag, följande uppdrag:
- ansvar för lokal säkerhet i gränsbyarna, stärka motståndsviljan i gränsområdet och förhindra gränsöverskridande plundringståg
- skydda förbindelser och transporter vid förhöjd beredskap samt bistå lokala myndigheter med att lösa lokala säkerhetsproblem
- biträda gränstrupperna med gränspatruller och med att bekämpa infiltratörer

## Organisation
Hemvärn finns i alla delstater och unionsterritorier utom i Arunachal Pradesh och Kerala där andra organisationer ansvarar för samma uppgifter.

### Central nivå
I det indiska unionsinrikesministeriet i Delhi ansvarar generaldirektören för civilförsvaret för hemvärnsfrågor.

### Delstatsnivå
På delstatsnivå leds hemvärnets verksamhet av en generalkommendant, som är en högre polischef. På regional nivå har hemvärnschefen polisintendents grad (major); på distriktsnivå biträdande polisintendents (kapten).

### Vanligt hemvärn
- 1 kompani = 3 plutoner
- 1 pluton = 3 grupper[2]

### Gränshemvärn
Border Wing Home Guards finns i gränsområdena i Punjab, Rajasthan, Gujarat, Assam, Västbengalen, Meghalaya och Tripura. Det finns sex gränshemvärnsbataljoner i Punjab, fyra vardera i Rajasthan och Gujarat och en vardera i de övriga delstaterna nämnda ovan. Gränshemvärnet är bättre utbildat, övat och utrustat än det vanliga hemvärnet och är fullt beväpnat. De samarbetar med gränstrupperna och med armén.

## Personal
Hemvärnssoldaterna är frivilliga som ställer upp på sin fritid för utbildning och övning. På distriktsnivå finns det en avlönad kader för utbildning och stabstjänst.
Det indiska hemvärnet hade 2009 en planlagd styrka om 573 793 hemvärnssoldater. Den verkliga styrkan var 486 401. De är rekryterade från många olika samhällssektorer, som läkare, advokater, lärare, statstjänstemän, privattjänstemän, industriarbetare, lantarbetare och andra.
Alla medborgare i åldern 18-50 år kan anmäla sig som frivilliga för en kontraktsperiod om 3-5 år. Vid tjänstgöring erhålles en ekonomisk gottgörelse. Efter tre år i hemvärnet kan en hemvärnssoldat erhålla fördjupad utbildning av polisen i ordningstjänst, brottsförebyggande arbete, gränsbevakning, katastrofhjälp, brandskydd och brandförsvar, valbevakning med mera.

## Utbildning
I delstaten Tripura gäller följande utbildningsregler.
| Utbildningsnivå              | Stadskompani                                                      | Landsbygdskompani                              | Anmärkning                                                                          |
| ---------------------------- | ----------------------------------------------------------------- | ---------------------------------------------- | ----------------------------------------------------------------------------------- |
| Grundutbildning              | 170 timmar med 1 ½ - 2 ½ timme per vecka + 10 dagar heltidsövning | 6 veckors sammanhållen utbildning = 276 timmar |                                                                                     |
| Vidareutbildning             | 2 ½ timme per vecka + 8 dagar heltidsövning                       | samma som för stadskompani                     | Fokus på idrott, närstrid, exercis, skjututbildning, kravalltaktik och rättsregler. |
| Befälsutbildning Plutonchef  | 21 dagar                                                          | samma som för stadskompani                     |                                                                                     |
| Befälsutbildning Kompanichef | 30 dagar                                                          | samma som för stadskompani                     |                                                                                     |

## Grader
Kompaniet är den grundläggande organisationsenheten i det indiska hemvärnet. Högre befattningar innehas antingen av polisbefäl eller av hemvärnsmän. Personalstrukturen är inte enhetlig mellan delstaterna.

### Grader i Himachal Pradesh
| Grad i hemvärnet         | Tjänsteställning som           |
| ------------------------ | ------------------------------ |
| Company Commander        | Inspector Police               |
| Senior Platoon Commander | Sub-Inspector Police           |
| Platoon Commander        | Assistant Sub-Inspector Police |
| Havildar                 | Head Constable                 |
| Section Leader           | Constable                      |

### Grader i Assam
| Grad i hemvärnet            | Befattning         | Befattningens namn på svenska |
| --------------------------- | ------------------ | ----------------------------- |
| Dalpati eller Sarbadhinayak | Commandant General | delstatens hemvärnschef       |
| Jila-Adhinayak              | Area Commandant    | hemvärnsområdeschef           |
| Subedar                     | Company Commander  | kompanichef                   |
| Jathedar                    | Platoon Commander  | plutonchef                    |
| Nayak                       | Section Commander  | gruppchef                     |
| Desh-rakshi-sena            | Home Guard         | hemvärnssoldat                |

### Grader i Punjab
| Grader i hemvärnet i allmänhet | Grader i Gram Raksha Dal (Village Defence Force) |
| ------------------------------ | ------------------------------------------------ |
| Commandant General             | Gram Raksha Dal Chief                            |
| Deputy Commandant General      | Chief Organizer, Gram Raksha Dal                 |
| Commandant                     | Director, Training, Gram Raksha Dal              |
| Regional Commandant            | Senior Staff Officer                             |
| Batallion Commander            | Zonal Organizer                                  |
| Battalion—Second-in-Command    | District Organizer                               |
| District Commandant            | -                                                |
| Company Commander              | Company Commander                                |
| Company Second-in-Command      | Company Second-in-Command                        |
| Platoon Commander              | Supervisor                                       |
| -                              | Instructor                                       |
| -                              | Platoon Commander                                |

### Grader i Tamil Nadu
| Grad                          | Grad i polisen                                  | Anmärkningar                                                                                     |
| ----------------------------- | ----------------------------------------------- | ------------------------------------------------------------------------------------------------ |
| Commandant General            | Director General                                | delstatens polischef är tillika delstatens hemvärnschef                                          |
| Deputy Commandant General     | Inspector General Home Guards and Civil Defence | generalinspektören för hemvärnet och civilförsvaret är delstatens ställföreträdande hemvärnschef |
| Commandant                    | District Superintendent of Police               | distriktspolischefen är tillika chef för hemvärnet i polisdistriktet                             |
| Assistant Commandant General  | frivillig hemvärnssoldat                        | regional hemvärnschef                                                                            |
| Area Commandant               | frivillig hemvärnssoldat                        | hemvärnsdistriktschef                                                                            |
| Deputy Area Commander (Women) | frivillig hemvärnssoldat                        | chef för det kvinnliga hemvärnet i distriktet                                                    |
| Divisional Commander          | frivillig hemvärnssoldat                        | hemvärnsområdeschef                                                                              |
| Company Commander             | frivillig hemvärnssoldat                        | kompanichef                                                                                      |
| Platoon Commander             | frivillig hemvärnssoldat                        | plutonchef                                                                                       |
| Section Leader                | frivillig hemvärnssoldat                        | gruppchef                                                                                        |
| Assistant Section Leader      | frivillig hemvärnssoldat                        | ställföreträdande gruppchef                                                                      |
| Home Guard                    | frivillig hemvärnssoldat                        | menig hemvärnssoldat                                                                             |
| Källa:                        |                                                 |                                                                                                  |

## Materiel
Det indiska hemvärnet är utrustade med vapen av äldre typ, såsom repetergevär av Lee-Enfieldmodell, kulsprutepistol av Stenmodell och kulsprutegevär modell Bren.